# 江原真二郎
江原真二郎（日语：／ Ehara Shinjirō，1936年10月12日—2022年9月27日），日本演員。

## 生平
少年時期曾在日本通信學校學習，1954年進入東映京都攝影所。同年，演出處女作『若い瞳』（東寶出品）。在東映的期間常與今井正和內田吐夢合作。1960年和中原ひとみ結婚。後來從事於舞台劇工作。

## 影劇作品

### 電影
- 若い瞳（1954年）
- 逆襲獄門砦（1956年，内田吐夢導演）
- 米（1957年，今井正導演）
- 純愛物語（1957年，今井正導演）
- どたんば（1957年，内田吐夢導演）
- 裸の太陽（1958年）
- 東京べらんめえ娘（1958年，與美空雲雀共演）
- べらんめえ芸者（1959年，與美空雲雀共演）
- 秘密（1960年）
- あれが港の灯だ（1961年，今井正導演）
- 宇宙快速船（1961年）
- 湖畔之人（1961年，與鶴田浩二共演）
- 宮本武藏 般若坂之決鬥（1962年，内田吐夢導演）
- 暗黑街的顔役 十一人的強盜集團（1962年，石井輝男導演）
- 武士道殘酷故事（1963年，今井正導演）
- 第八空降部隊 壯烈鬼隊長（1963年，小林恒夫導演）
- 陸軍殘虐故事（1963年，佐藤純彌導演）
- 宮本武藏 二刀流開眼（1963年，内田吐夢導演）
- 宮本武藏 一乘寺之決鬥（1964年，内田吐夢導演）
- ジャコ万と鉄（1964年，深作欣二導演）
- 喜劇 急行列車（1967年，與渥美清共演）
- 眠狂四郎惡女狩獵（1969年，池廣一夫導演，與市川雷藏共演）
- 幕末（1970年，伊藤大輔導演，與三船敏郎、中村錦之助、仲代達矢共演）
- 戰爭與人間（1970年，1971年，1973年，山本薩夫導演）
- 軍旗はためく下に（1972年，深作欣二導演）
- 決戰航空隊（1974年，山下耕作導演）
- 妖婆（1976年，今井正導演）
- 巨人軍物語　進め!!栄光へ（1977年，與長嶋茂雄、王貞治共演）
- スケバン刑事　風間三姉妹の逆襲（1987年）
- パ★テ★オ（1992年）

### 電視劇
- 大忠臣藏（1971年、NET）
- 眠狂四郎（1972年、關西電視台）第4集「円月 殉愛を斬る」
- 赤ひげ（1972年、NHK）
- 桃太郎侍（1976年、日本電視台）第9集「伊之助慕情」
- 不毛地帶（1979年、每日放送）- 川又伊佐雄
- 水戶黃門 （TBS / C.A.L）
- 德川家康（1983年、NHK）- 石川數正
- 女系家族（1994年、東京電視台）
- 北條時宗（2001年、NHK）- 高師氏
- BS時代劇 暴風雨（2011年、NHK BS Premium） - 与那原親方

## 獲獎經歷
- 1996年 第22回菊田一夫演劇獎
- 2000年 第10回日本電影批評家大獎金獎

## 外部連結
- 江原真二郎 （页面存档备份，存于）（日語）
- 江原 真二郎（日語）